# Ion rapid transit
Ion est un système léger sur rail dans la Municipalité régionale de Waterloo (communément appelée la Région de Waterloo) dans la province de l'Ontario. La région de Waterloo décrit Ion comme « rapid transit » qui a le sens de « métro léger » en ce cas, bien que ce système pourrait aussi être qualifié de tramway ou de train léger. La ligne reliera trois villes voisines (Waterloo, Kitchener, Cambridge). La région de Waterloo construira Ion en deux étapes. La première étape est entre Kitchener et la ville de Waterloo (longueur : 19 km). (« Waterloo » est le nom de la région, ainsi que le nom d'une ville dans cette région.) La seconde étape sera entre Kitchener et Cambridge. Après la deuxième étape, la ligne sera longue de 37 km.
La première étape de la ligne, entre Kitchener et la ville de Waterloo, est ouverte le 21 juin 2019.

## Stations
Dans la première étape, la ligne aura 19 stations, mais seulement 16 destinations. Six (trois paires) de ces stations fonctionnent dans une seule direction. Par exemple, dans les environs de l'hôtel de ville, pour aller au nord, on prend le tram de la station Kitchener City Hall sur la Duke Street, mais pour aller au sud, on prend le tram de la station Victoria Park sur la Charles Street. Les deux stations sont sur des rues parallèles.
| Station                                   | Ville     | Emplacement          | Rue transversale  | Correspondances                                                             |
| ----------------------------------------- | --------- | -------------------- | ----------------- | --------------------------------------------------------------------------- |
| Conestoga                                 | Waterloo  |                      |                   | Conestoga Mall Transit Terminal : Autobus de Grand River Transit et iXpress |
| Northfield                                | Waterloo  | GEXR (chemin de fer) | Northfield Dr     | Parc relais                                                                 |
| Research + Technology                     | Waterloo  | GEXR                 | Wes Graham Way    |                                                                             |
| University of Waterloo                    | Waterloo  | GEXR                 |                   |                                                                             |
| Laurier Waterloo Park                     | Waterloo  | GEXR                 | Seagram Dr        |                                                                             |
| Waterloo Public Square (direction : nord) | Waterloo  | GEXR                 | King St           |                                                                             |
| Willis Way (direction : sud)              | Waterloo  | Caroline St          | Willis Way        |                                                                             |
| Allen                                     | Waterloo  | King St              | Allen St          |                                                                             |
| Grand River Hospital                      | Kitchener | King St              | Pine St           |                                                                             |
| Central Station - Innovation District     | Kitchener | King St              | Victoria St       | Gare de Kitchener : GO Transit, VIA Rail                                    |
| Kitchener City Hall (direction : nord)    | Kitchener | Duke St              | Young St          |                                                                             |
| Victoria Park (direction : sud)           | Kitchener | Charles St           | Gaukel St         |                                                                             |
| Frederick (direction : nord)              | Kitchener | Frederick St         | King St           |                                                                             |
| Queen (direction : sud)                   | Kitchener | Charles St           | Queen St          |                                                                             |
| Kitchener Market                          | Kitchener | Charles St           | Cedar St          |                                                                             |
| Borden                                    | Kitchener | Charles St           | Borden Ave        |                                                                             |
| Mill                                      | Kitchener | CN (chemin de fer)   | Ottawa St Mill St |                                                                             |
| Block Line                                | Kitchener | Courtland Ave        | Block Line Rd     |                                                                             |
| Fairway                                   | Kitchener |                      |                   | Bus à haut niveau de service à Ainslie St. Transit Terminal (Cambridge)     |

## Emplacement

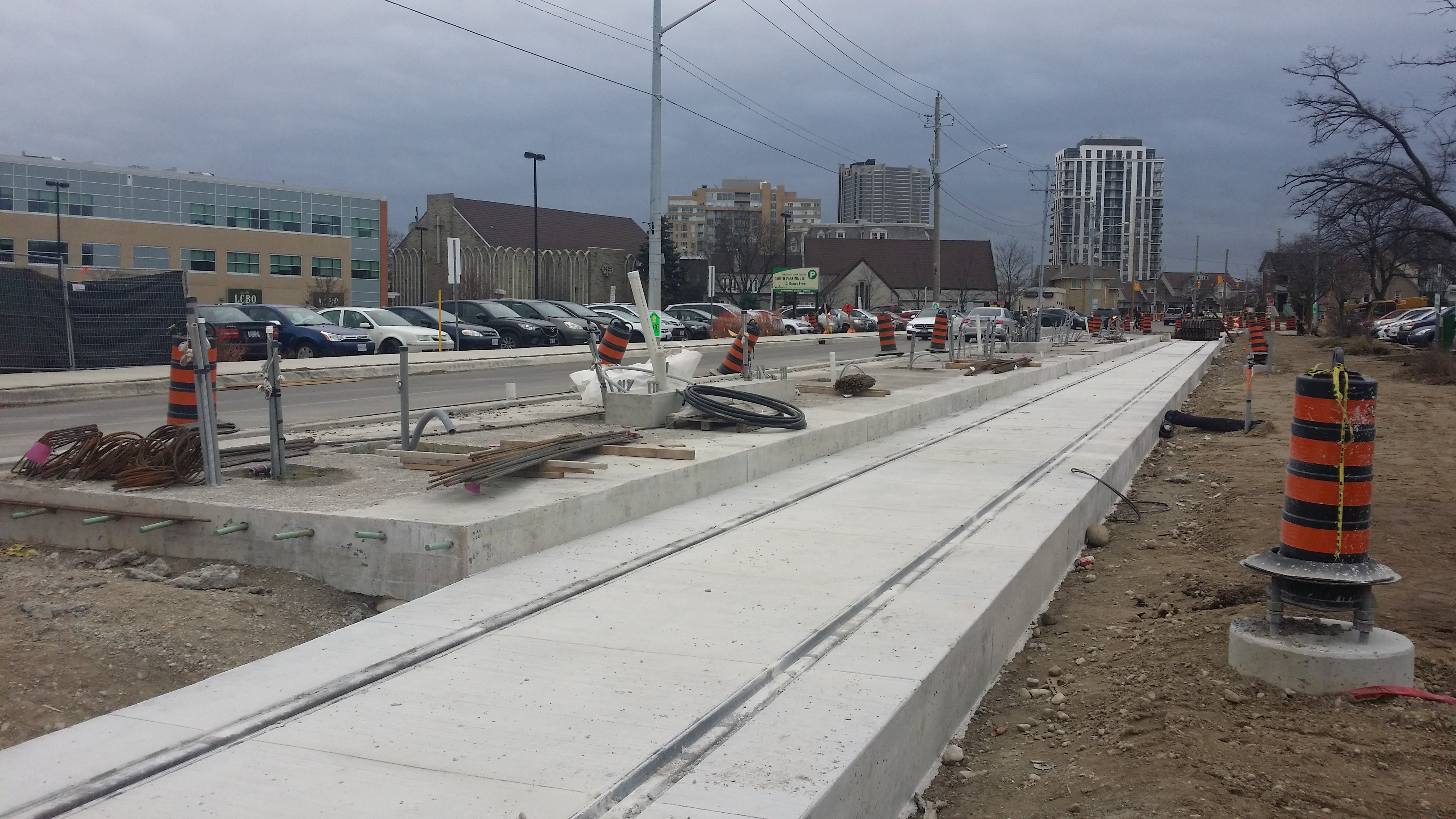
Site de la station Willis Way le long de la Caroline Street

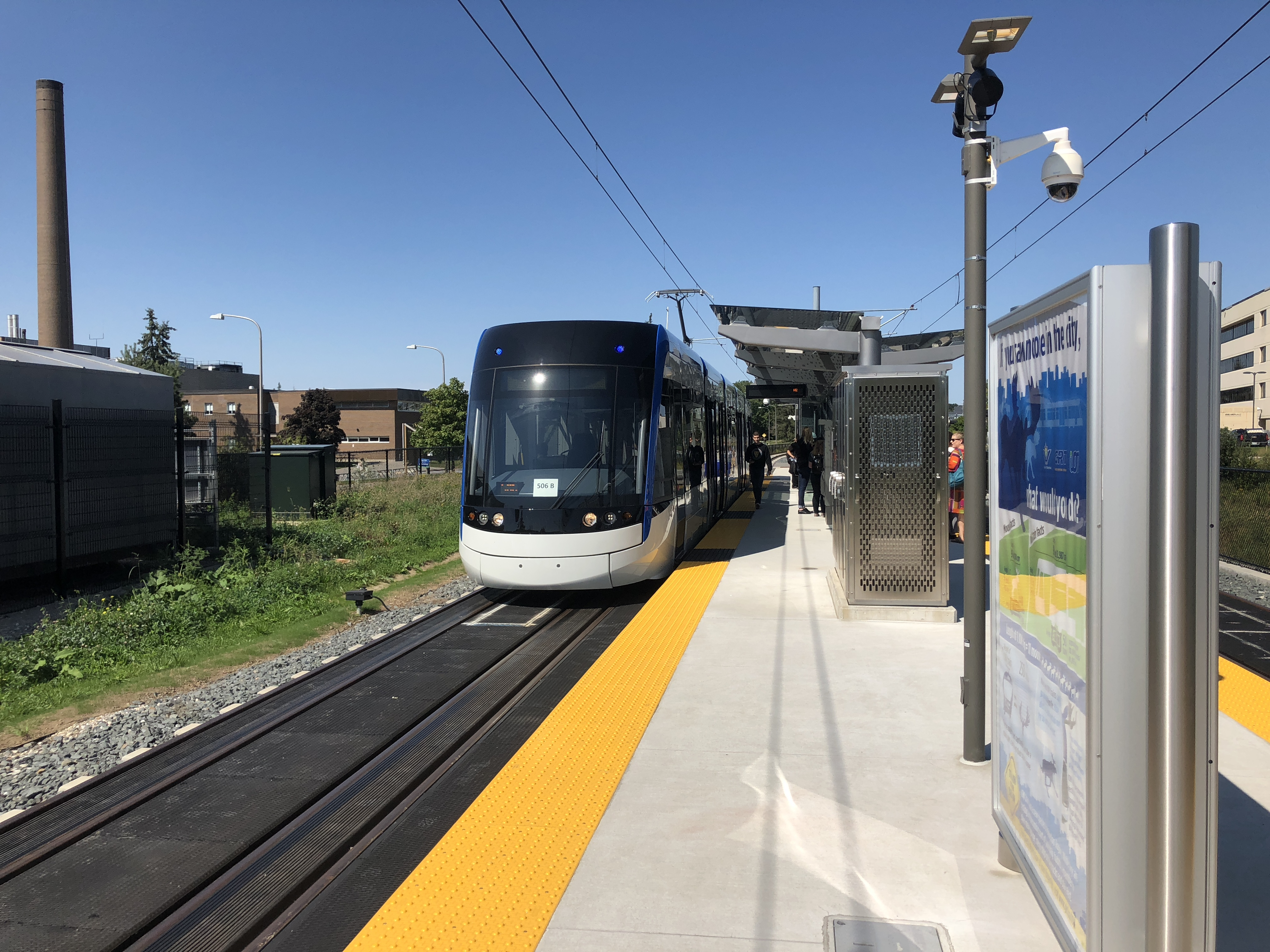
Voies enchevêtrées à la station de l'université.

Ion utilise la ligne du Goderich Exeter Railway (GEXR) entre les stations de Northfield et Waterloo Public Square.  Entre ces deux stations, on a converti la ligne de chemin de fer de voie unique à double voie. L'exploitation ferroviaire conventionnelle y est limitée entre les heures 01:00 à 05:00.
Entre les stations Mill und Block Line, la ligne d'Ion passe sous l'autoroute Conestoga Parkway sur l'emplacement de chemin de fer Canadien National (CN) où il y a trois voies, une voie pour Canadien National et deux voies pour Ion.
Entre les autres stations, les voies d'Ion sont le long d'une rue en site propre.

## Véhicules
La région de Waterloo a commandé 14 rames type Flexity Freedom de Bombardier. Chaque rame possède 56 sièges et une capacité de 280 passagers. La livraison des trams débute en 2016.